# Nazionale maschile under 20 di calcio della Russia
La Nazionale di calcio russa Under-20 è la rappresentativa calcistica Under-20 della Russia ed è posta sotto l'egida della RFS. Nella gerarchia delle Nazionali calcistiche giovanili russe è posta prima della Nazionale Under-21 e dopo la Nazionale Under-19.

## Tutte le rose

### Campionato mondiale di calcio Under-20
Campionato del mondo Under-20 19931 Aleksandrov, 2 Ananko, 3 Magomedov, 4 Bokov, 5 Oskolkov, 6 Karataev, 7 Savčenko, 8 Zazulin, 9 Kljuev, 10 Besčastnych, 11 Petrov, 12 Filimonov, 13 Murašov, 14 Golubkin, 15 Charlačëv, 16 Zernov, 17 Potechin, 18 Čudin, CT: Piskarëv
Campionato del mondo Under-20 19951 Charin, 2 Radimov, 3 Lipko, 4 Lysenko, 5 Čumačenko, 6 Lepëchin, 7 Solomatin, 8 Semak, 9 Chochlov, 10 Demčenko, 11 Oreščuk, 12 Gusev, 13 Berketov, 14 Zezin, 15 Krivov, 16 Pateev, 17 Egunov, 18 Judin, CT: Kuznecov